# Проблеми гірського тиску
Проблеми гірського тиску — фахове (з 1999 по 2016 рр.) періодичне видання Донецького національного технічного університету. Збірник публікувався з 1998 по 2014 рік.

## Загальна характеристика
Науково-технічний збірник наукових праць «Проблеми гірського тиску» був заснований Донецьким державним технічним університетом у 1995 році. Перший випуск вийшов друком у 1998 році.
Останній номер (1(24)-2(25)) опублікований у вересні 2014 року, незадовго до переміщення Донецького національного технічного університету з тимчасово окупованої території у м. Покровськ. ДонНТУ після переміщення випуск збірки не відновлював; у 2021 році, в якості правонаступника збірника університетом заснований науково-технічний журнал Journal of Mining Geomechanics and Engineering.
Із заснування і до закриття видання головним редактором збірника був Мінаєв Олександр Анатолійович. Заступник головного редактора — Назимко Віктор Вікторович.
Тематика збірника: нові експериментальні та теоретичні результати досліджень проявів гірничого тиску та стану гірського масиву при розробленні родовищ корисних копалин.